# Ile des Rats
Ile des Rats (Île des Rats, West Rat, East Rat) ist eine winzige Insel der Seychellen im Atoll Cosmoledo in den Outer Islands.

## Geographie
Die Insel liegt im westlichen Riffsaum des Atolls zusammen mit mehreren kleinen Ausläufern der Hauptinsel Menai: Ile L’Anse, Ile Macaque, Ilot Lacroix, Ile Chauve Souris.